# Gorsafawddacha’idraigddanheddogleddollônpenrhynareurdraethceredigion

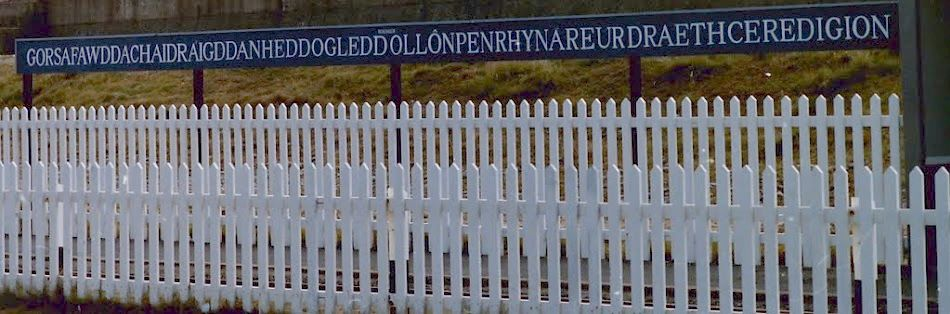
Stationsschild

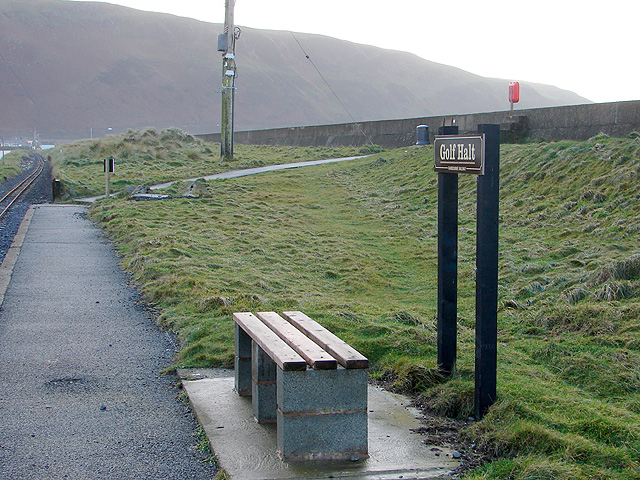
Die Station im Dezember 2008

Gorsafawddacha'idraigddanheddogleddollônpenrhynareurdraethceredigion [ɡɔrsavauðaχaɪdraɪɡðanhɛðɔɡlɛðɔlloːnpɛnr̥ɪnarɛɨrdraːɨθkɛrɛdɪɡɪɔn] (eigentlich Golf Halt) war der Name eines Haltepunkts der Fairbourne Railway in Gwynedd, Wales. Die Haltestelle liegt an der Strecke vom Küstenort Fairbourne zu dessen Fähranlegestelle Barmouth Ferry, von wo aus Besucher zum Badeort Barmouth gelangen können.
Der walisische Name, der etwa „Der Mawddach-Bahnhof und sein Drachen unter der friedlichen Nördlichen Straße zum Penrhyn-Strand am goldenen Strande der Cardiganbucht“ bedeutet, wurde künstlich erschaffen und verwendet, um als Bahnhof mit dem längsten Namen (67 Buchstaben) ins Guinness-Buch der Rekorde eingetragen zu werden, was aber nicht gelang. Die erwähnten Drachenzähne verweisen auf dessen nahegelegenes Verteidigungssystem, ein Überbleibsel aus dem Zweiten Weltkrieg, dessen Betonblöcke wie Drachenzähne anmuten. Der ursprüngliche Name war Golf Halt („Golf-Haltepunkt“), denn die Bahn hält hier an einem Neun-Loch-Golfplatz. Der Name enthält diverse Fehler: So wurden unter anderem einige Verschiebungsregeln missachtet oder falsch angewendet und falscher Wortschatz und falsche Grammatik verwendet.
2007 wurde die Station wieder offiziell in den bisherigen Namen umbenannt. Damit besitzt Llanfairpwllgwyngyllgogerychwyrndrobwllllantysiliogogogoch wieder den Bahnhof mit dem längsten Namen. 